# Veteranendenkmal (Worms)

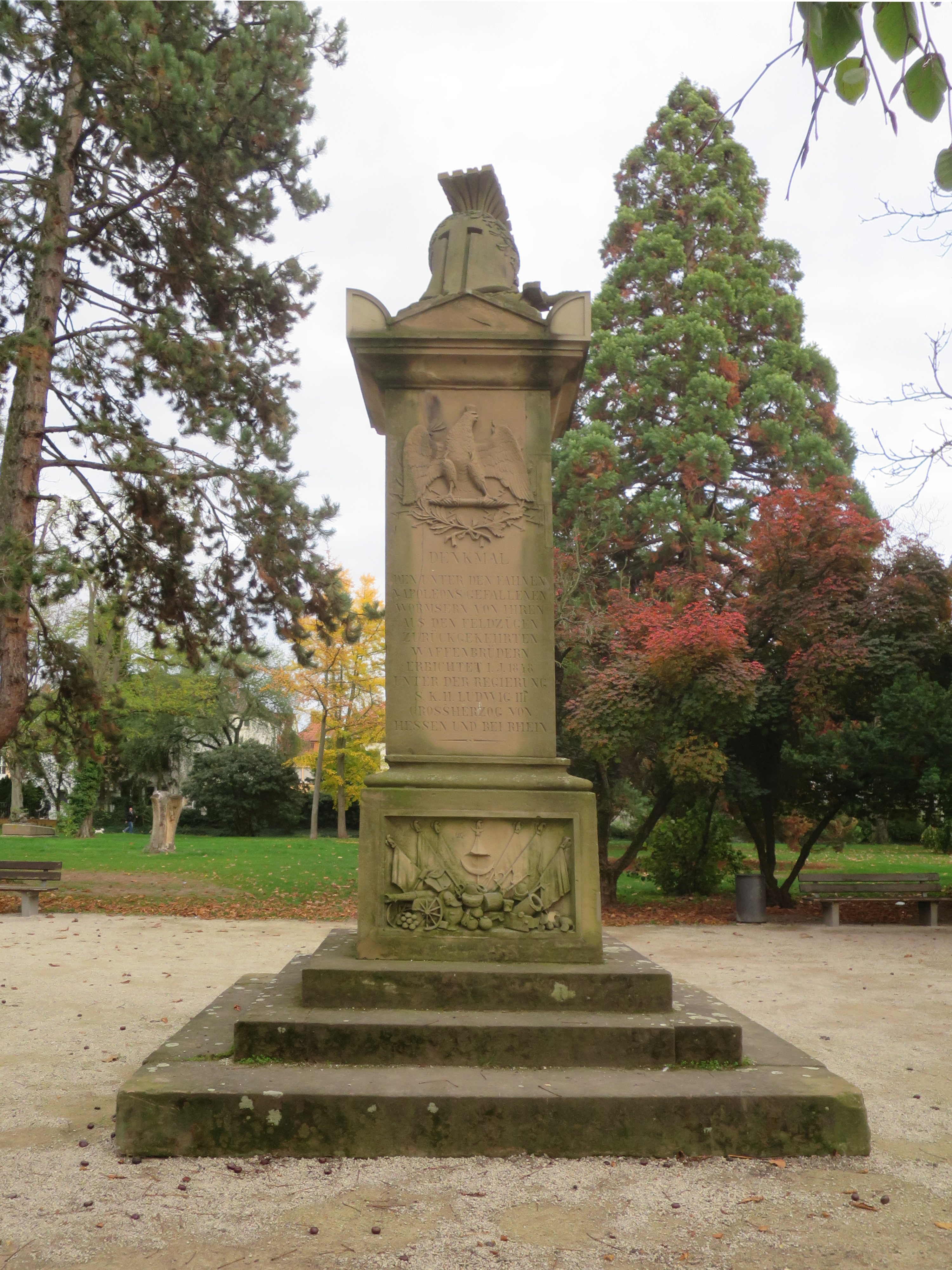
Westseite mit Widmungsinschrift

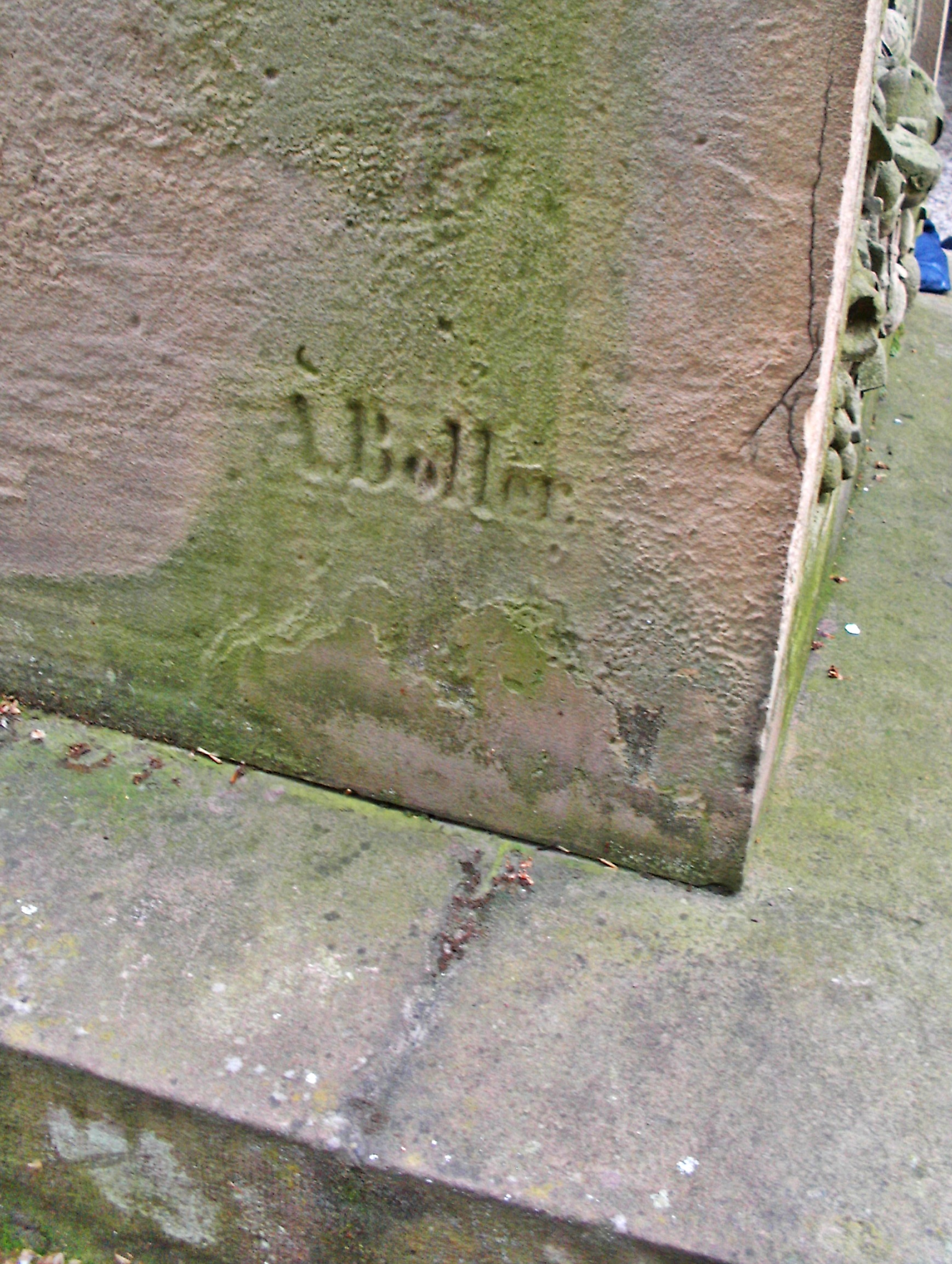
Signatur: [[Aloys Boller|A[loys] Boller]]

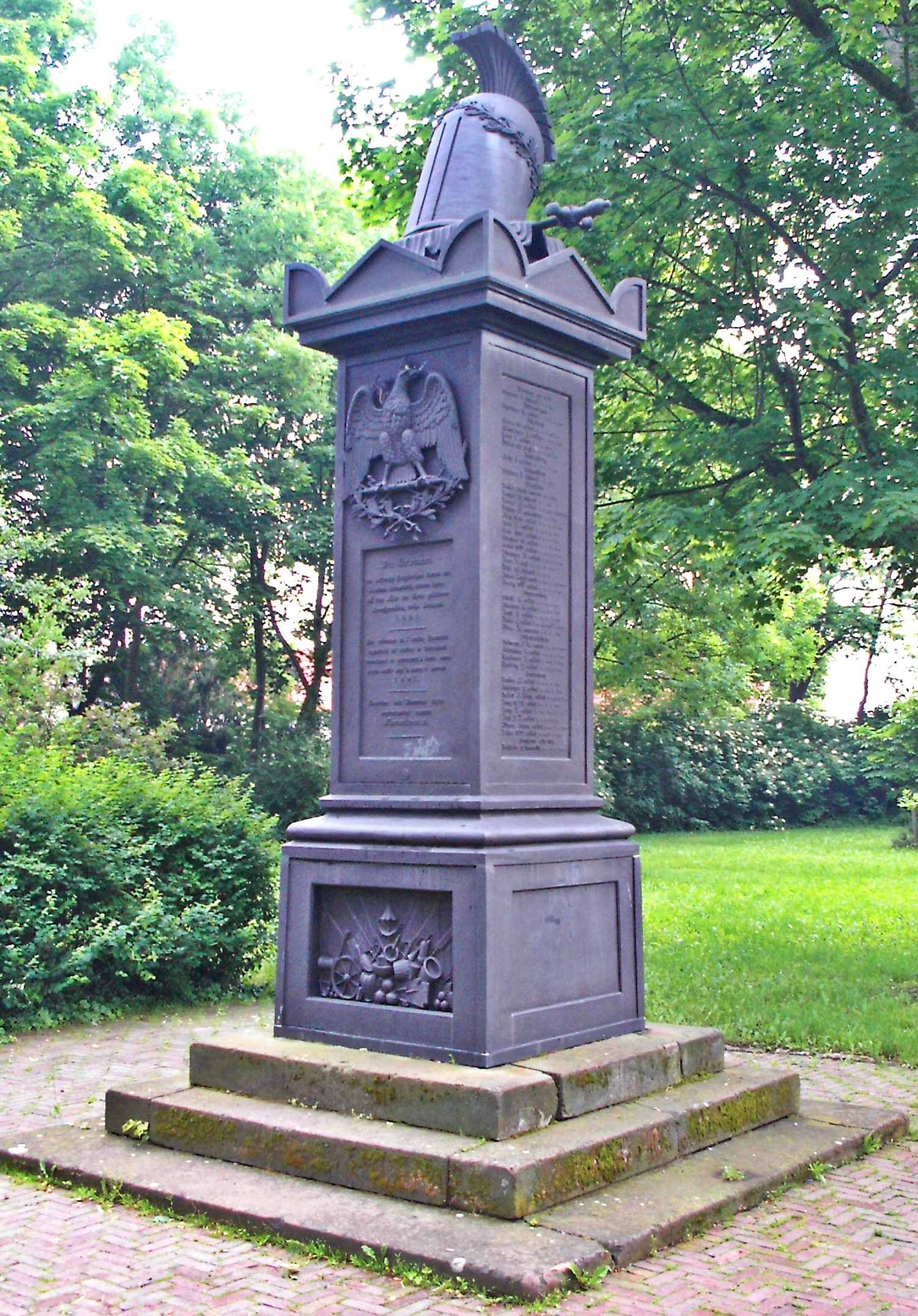
Grünstadter Kopie, gegossen 1852 nach dem Wormser Original von Aloys Boller

Das Veteranendenkmal ist ein Denkmal der Veteranen für die Gefallenen der napoleonischen Kriege aus Worms.

## Geografische Lage
Das Denkmal steht im Albert-Schulte-Park, einem ehemaligen Friedhof der Stadt Worms. Es ist dort östlich und in Bezug auf die zentrale Achse des ehemaligen Friedhofs, die als Allee gestaltet ist, platziert.

## Geschichte
Die Idee, ein Denkmal für die örtlichen Teilnehmer der napoleonischen Feldzüge zu errichten, war im späten Vormärz in der Provinz Rheinhessen des Großherzogtums Hessen verbreitet. In Worms bildete sich dazu 1846 ein Verein. Die Stadt stellte auf ihrem damaligen Hauptfriedhof, dem heutigen Albert-Schulte-Park, eine Fläche zur Verfügung. Ein Bildhauer namens Holekamp fertigte einen Entwurf. Er sah einen mehrfach abgestuften Sockel vor, der eine stehende Figur der Athene trug. Dies kam aber nicht zur Ausführung.
Vielmehr erhielt der junge Steinmetz Aloys Boller den Auftrag. Dessen Name findet sich – stark angewittert – auf der Nordseite des Sockelquaders. Errichtet wurde es im Revolutionsjahr 1848 von überlebenden Wormser Teilnehmern an den napoleonischen Feldzügen, die sich auf dem Denkmal – einschließlich einiger inzwischen Verstorbener – namentlich verewigten. Eingeweiht wurde es am 24. September 1848.

## Beschreibung
Das Denkmal besteht überwiegend aus gelbem Buntsandstein. Auf einem dreistufig getreppten Sockel steht ein nahezu kubischer Quader mit einem Relief, das Kriegstrophäen darstellt. Darauf steht ein hochrechteckiger Quader. Dessen zur Allee ausgerichtete Seite trägt unter einem napoleonischen Adler die Widmungsinschrift:

„Denkmal – Den unter den Fahnen Napoleons gefallenen Wormsern von ihren aus den Feldzügen zurückgekehrten Waffenbrüdern errichtet i[m] J[ahr] 1848 unter der Regierung S[einer] K[öniglichen] H[oheit] Ludwig III von Hessen und bei Rhein“

 Die übrigen drei Seiten enthalten, jeweils unter der französischsprachigen Überschrift Noms des veterans, die 40 Namen derjenigen, die als Veteranen die Feldzüge überlebten und das Denkmal stifteten – nicht die der Gefallenen, die namentlich gar nicht erwähnt werden. Die Genannten lebten zum Zeitpunkt, als das Denkmal errichtet wurde, zumeist noch.
Bekrönt wird das Denkmal von einem in Stein gehauenen antikisierenden Helm mit griechischen und römischen Elementen, der auf einer Deckplatte ruht, die mit flachen Giebeln und Eck-Akroterien verziert ist. Gestalterisch steht das Denkmal in der Spannung der Elemente, die sich auf das napoleonische Frankreich beziehen, den revolutionären Ereignissen zur Zeit seiner Errichtung und dem Bezug zum neuen Landesherren, Ludwig III. von Hessen und bei Rhein, der 1848 als liberale Hoffnung in Nachfolge seines konservativen Vaters Großherzog geworden war.

## Varia
Der Verein führte auch ein „Veteranen-Buch“, das die militärischen Karrieren und kurze biografische Notizen zu einzelnen Kriegsteilnehmern verzeichnet.
Nach dem Wormser Vorbild ließen auch die Veteranen im pfälzischen Grünstadt 1852 ein gleiches, jedoch gusseisernes Denkmal, im dortigen Peterspark errichten, so dass das von Boller entworfene Monument heute in doppelter Ausführung, jedoch in unterschiedlichem Material existiert. Das Grünstadter Denkmal wurde in Einzelteilen bei der Firma Gienanth in Eisenberg gegossen.